# Dârjiu
Dârjiu es una comuna ubicada en el distrito de Harghita, Rumania.

## Superficie
Cuenta con una superficie de 42,06 kilómetros cuadrados.

## Demografía
Hasta 2021 la población era de 851 habitantes, con una densidad de población de 20,23 habitantes por kilómetro cuadrado.